# Steen Steensen Blicher
Steen Steensen Blicher (Vium, 1782 – Spentrup, 1848) è stato uno scrittore danese.
Pastore protestante, visse solitariamente nello Jylland, ove ambientò la sua narrativa. Fu autore delle opere Poesie (1814), Uccelli di passo (1838) e Vita da vagabondi.